# آخرین یکشنبه
آخرین یکشنبه (ارمنی: Վերջին կիրակին) یک فیلم است محصول سال ۱۹۸۵ کشور ارمنستان شوروی، به نویسندگی ادوارد آکوبوف و کارگردانی گنادی ملکونیان و بازیگری میکائیل بوغوسیان.  آرمن‌فیلم

## بازیگران
- میکائیل بوغوسیان در نقش آرمن
- کارینه جانجوغازیان در نقش گایانه
- تیگران ووسکانیان در نقش کارو
- وازگن قازاریان در نقش گاگیک
- اِی. نازاریان[ب] در نقش مارو
- اِم. باغدویان[پ] در نقش آنا
- هنریک آلاوردیان در نقش رئیس
- نرسس هوهانیسیان در نقش مٌوسس
- ویگن استپانیان در نقش قوکاس
- نوارت آبالیان در نقش مادرزن
- یوری آمیریان در نقش گئورگ
- اِی. میناشسیان[ت] در نقش تسولاک
- آرمن خوستیکیان در نقش لارت مورکنوویچ
- لئونارد سارکیسف در نقش موشق
- لوون شارافیان در نقش سیمون
- آناهیت قوکاسیان در نقش آشخن
- نونا پتروسیان در نقش مارگو

## یادداشت
1. ↑  Արմեն Բոյամյան
2. ↑  Ա. Նազարյան
3. ↑  Մ. Բաղդոյան
4. ↑  Ա. Մինասյան